# Колдерхед, Дэвид
Дэ́вид Колдерхе́д (англ. David Calderhead; 19 июня 1864, Килмарнок, Шотландия — 9 января 1938, Лондон, Англия) — шотландский футболист и футбольный тренер. Играл на позиции центрального защитника. Наиболее известен как главный тренер английского клуба «Челси», который возглавлял на протяжении 26 лет, что является клубным рекордом.

## Клубная карьера
Дэвид Колдерхэд играл на позиции центрального защитника за различные клубы, в том числе за профессиональный клуб «Квин оф зе Саут Уондерерс». 9 марта 1889 года он сыграл свой единственный матч за сборную Шотландии на Домашнем чемпионате Великобритании. Матч проходил на стадионе «Айброкс Парк» в Глазго против сборной Ирландии, который закончился разгромной победой «Тартановой армии» со счётом 7:0. После этого его сразу же пригласили в английский клуб «Ноттс Каунти», где он провёл 11 лет. В «Каунти» он сыграл в двух финалах Кубка Англии. В финале 1891 года «Ноттс Каунти» проиграл «Блэкберн Роверс» со счётом 1:3, а в 1894 году выиграл трофей у «Болтон Уондерерс» со счётом 4:1.

## Тренерская карьера
После завершения карьеры игрока в 1900 году, Колдерхэд стал тренером «Линкольн Сити». В первом раунде Кубка Англии сезона 1906/07 он выбил из розыгрыша «Челси» и в том же году он был приглашён в лондонский клуб. Норри Фэйргрей перешёл в «Челси» вместе со своим бывшим тренером. Колдерхэд стал в «Челси» первым тренером клуба на постоянной основе и руководил клубом 26 лет, что является рекордом для клуба. За время его руководства «Челси» дважды вылетал во Второй дивизион в сезонах 1909/10 и 1923/24. В сезоне 1914/15 он впервые вывел «Челси» в финал Кубка Англии, но матч был омрачен Первой мировой войной. Финальная игра прошла на «Олд Траффорд», из-за чего болельщики «Челси» не имели возможности присутствовать на игре из-за закона о перевозках военного времени. Игра получила в истории английского футбола прозвище Финал в хаки (англ. The Khaki Cup Final), из-за множества болельщиков, будучи мобилизованными пришедших на игру в военной форме. «Челси» проиграл «Шеффилд Юнайтед» со счётом 3:0. Так же клуб при нём достигал двух полуфиналов Кубка Англии.
СМИ дали Колдерхэду прозвище «Сфинкс из Стэмфорд Бридж». Он тратил много денег на трансферы, особенно он привлекал в свою команду игроков из Шотландии, были приобретены Хью Галлахер, Алекс Джексон и Алек Чейн. Несмотря на хороший состав футболистов, он так и не выиграл ни одного трофея с «Челси». После окончания сезона 1932/33 он был уволен со своего поста, проработав в «Челси» более четверти века. Ему на смену в «Челси» был приглашён Лесли Найтон. Колдерхэд умер в Лондоне, через пять лет после ухода из «Челси», в возрасте 73 лет. Его сын, тоже Дэвид, играл за «Челси» во время работы отца, а после он стал тренером «Линкольн Сити», как и его отец.

## Достижения

### В качестве игрока
«Ноттс Каунти»
- Обладатель Кубка Англии: 1894
- Финалист Кубка Англии: 1891

### В качестве тренера
«Челси»
- Финалист Кубка Англии: 1915